# Kościół Matki Bożej Najświętszego Serca w Rzymie (Piazza Navona)
Kościół Matki Bożej Najświętszego Serca przy Piazza Navona (wł. Chiesa di Nostra Signora del Sacro Cuore a Piazza Navona) – rzymskokatolicki kościół tytularny w Rzymie. Dawniej kościół dedykowany był św. Jakubowi Większemu i określany jako kościół św. Jakuba Hiszpanów (wł. San Giacomo degli Spagnoli).
Świątynia ta jest kościołem rektoralnym parafii San Lorenzo in Damaso oraz kościołem tytularnym.

## Lokalizacja
Kościół znajduje się w VI Rione Rzymu – Parione przy Corso del Rinascimento 27. Wejście główne do świątyni znajduje się od strony Corso del Rinascimento, natomiast kościół ma również fasadę od Piazza Navona.

## Historia
Pierwsza wzmianka w dokumentach dotycząca tego kościoła znajduje się w testamencie Henryka, czwartego syna króla Kastylii i Leónu Ferdynanda III Świętego. W 1259 roku infant Henryk przekazał fundusze na budowę kościoła, który został dedykowany św. Jakubowi Większemu, patronowi Hiszpanii. W roku 1450 kościół został całkowicie przebudowany. Papież Aleksander VI (1492-1503) zlecił budowę fasady od strony Piazza Navona. Została ona zaprojektowana przez Bernardo Rossellino. W 1506 roku kościół ogłoszono narodowym kościołem Królestwa Hiszpanii w Rzymie. Dalsze prace przy kościele prowadził w 1518 roku Antonio da Sangallo Młodszy, który był odpowiedzialny za sklepienia i kaplicę św. Jakuba. Kościół ucierpiał podczas francuskiej okupacji Rzymu, a w 1829 roku został opuszczony przez wcześniej opiekujących się nim Hiszpanów, którzy zabrali z niego większość ocalałych dzieł sztuki. Zostały one przeniesione do kościoła Matki Bożej z Montserrat (drugiego kościoła narodowego Hiszpanii w Rzymie), część natomiast trafiła do Prado oraz Museu Nacional d’Art de Catalunya. W 1879 roku Misjonarze Najświętszego Serca Jezusowego zakupili opuszczony kościół. Przeprowadzono całkowitą restaurację świątyni, która została ponownie konsekrowana i poświęcona Matce Bożej Najświętszego Serca. W tym czasie główne wejście przeniesiono na koniec kościoła od strony Piazza Navona, natomiast ołtarz główny został przeniesiony na wschodnią stronę. W 1938 roku, w związku z budową obecnej Corso del Rinascimento, musiano przywrócić pierwotną orientację. Wyburzono wówczas wschodnią fasadę, ołtarz główny przesunięto z powrotem na drugi koniec i utworzono nowe wejście, będące częścią budynku wzniesionego na nowej ulicy.

## Architektura i sztuka
Kościół nie ma dzwonnicy.
Główne wejście znajduje się od strony Corso del Rinascimento. Budowla od tej strony pod linią dachu ma loggię. Nad drzwiami znajduje się duże okrągłe okno w kamiennej ramie. W nadprożu drzwi umieszczono herb Królestwa Hiszpanii, powyżej którego jest fryz zdobiony muszlami przegrzebków (które są symbolem św. Jakuba), a jeszcze wyżej znajduje się trójkątny fronton.
Fasada od strony Piazza Navona
Obecny wygląd fasady jest efektem przebudowy w XIX wieku. Wcześniej miała ona węższą górną część z pojedynczą rozetą. Obecnie fasada ma dwie kondygnacje z detalami architektonicznymi z białego trawertynu. Dolna kondygnacja ma wysoki cokół, na którym stoi sześć pilastrów podtrzymujących belkowanie z inskrypcją dedykacyjną: Deo Optimo Maximo in honorem Mariae nostrae Dominae a Sacro Corde Iesu aedes dedicata an[no] MDCCCLXXIX. Trzy okna dotykają belkowania i znajdują się nad trzema wejściami, z których środkowe jest większe od obu pozostałych. Fryz nad centralnymi drzwiami zdobiony jest festonami, powyżej jest trójkątny fronton, w tympanonie którego znajduje się tarcza podtrzymywana przez parę aniołów. Na szczycie frontonu umieszczono figurę Matki Bożej. Druga kondygnacja fasady znajduje się powyżej linii sklepienia kościoła. Ma ona taką samą szerokość jak pierwsza, ale tylko połowę jej wysokości. Znajduje się tu sześć pilastrów w tym samym stylu co na dolnej, z tym że są one nieco węższe. Wspierają one górne belkowanie, w którego środkowej części jest napis: Ametur ubique terrarum Cor Iesu Sacratissimum. Mały trójkątny fronton zajmuje tylko środkową jedną trzecią szerokości fasady, umieszczono w nim krzyż trójlistny. W tej kondygnacji znajdują się trzy rozety, nie wychodzą one jednak na kościół, ale na pomieszczenia za nimi położone.
Wnętrze kościoła
Kościół ma trzy nawy. Z obu boków nawy głównej znajdują się po cztery filary, które z każdej strony mają pilastry wspierające sklepienie krzyżowe. Prezbiterium od boków ograniczają parawanowe ściany umieszczone pomiędzy ostatnią parą filarów a ścianą końcową kościoła, obie ściany parawanowe mają po dwa łuki. Nad łukami znajduje się marmurowa dekoracja opus sectile.
Część środkowa ołtarza głównego ma formę łuku wspartego na dwóch kolumnach korynckich. Po obu stronach łuku znajdują się płaskorzeźby przedstawiające aniołów. W rogach zewnętrznych ołtarza są korynckie pilastry. Kolumny i pilastry wspierają belkowania po obu stronach centralnego łuku. Nad łukiem jest trójkątny fronton, wsparty po obu stronach łuku przez małe pilastry otoczone spływami wolutowymi. Obraz ołtarzowy przedstawia Matkę Bożą z Dzieciątkiem.
W bocznej kaplicy św. Jakuba zachowały się freski autorstwa Pellegrino Aretusi. W ołtarzu tej kaplicy znajduje się figura przedstawiająca św. Jakuba Większego, jest to kopia dzieła dłuta Jacopo Sansovino, którego oryginał został przeniesiony do kościoła Matki Bożej z Montserrat.

## Kardynałowie diakoni
Kościół Matki Bożej Najświętszego Serca jest jednym z kościołów tytularnych nadawanych kardynałom-diakonom (Titulus Dominae Nostrae a Sacro Corde in Circo Agonali). Tytuł ten został ustanowiony 5 lutego 1965 roku przez papieża Pawła VI.
- Cesare Zerba tytuł prezbiterialny pro hac vice (1965-1973)
- Mario Luigi Ciappi OP (1977-1987)
- vacat (1987-2001)
- José Saraiva Martins CMF (2001-2009)
- Kurt Koch (2010-nadal)